# Lisjanski (poluotok)
Lisjanski (rus. Полуостров Лисянского) je planinski poluotok u Habarovskom kraju, u Rusiji. Rt Duga čini njegov južni kraj. Na zapadu se nalazi Jejrinejski zaljev, a na istoku Uški zaljev.